# Entosthodon paraguensis
Entosthodon paraguensis là một loài Rêu trong họ Funariaceae. Loài này được (Broth.) W.R. Buck mô tả khoa học đầu tiên năm 1985.